# 卡斯泰拉罗
卡斯泰拉罗（義大利語：Castellaro），是意大利因佩里亚省的一个市镇。总面积8.69平方公里，人口1238人，人口密度142.5人/平方公里（2009年）。ISTAT代码为008014。